# Myripristis hexagona
Myripristis hexagona är en fiskart som först beskrevs av Lacepède 1802.  Myripristis hexagona ingår i släktet Myripristis och familjen Holocentridae. Inga underarter finns listade i Catalogue of Life.